# Солезино
Солезѝно (на италиански: Solesino; на венециански: Suixin, Суизин) е градче и община в Северна Италия, провинция Падуа, регион Венето. Разположено е на 10 m надморска височина. Населението на общината е 7239 души (към 2010 г.).